# ウクライナの建築

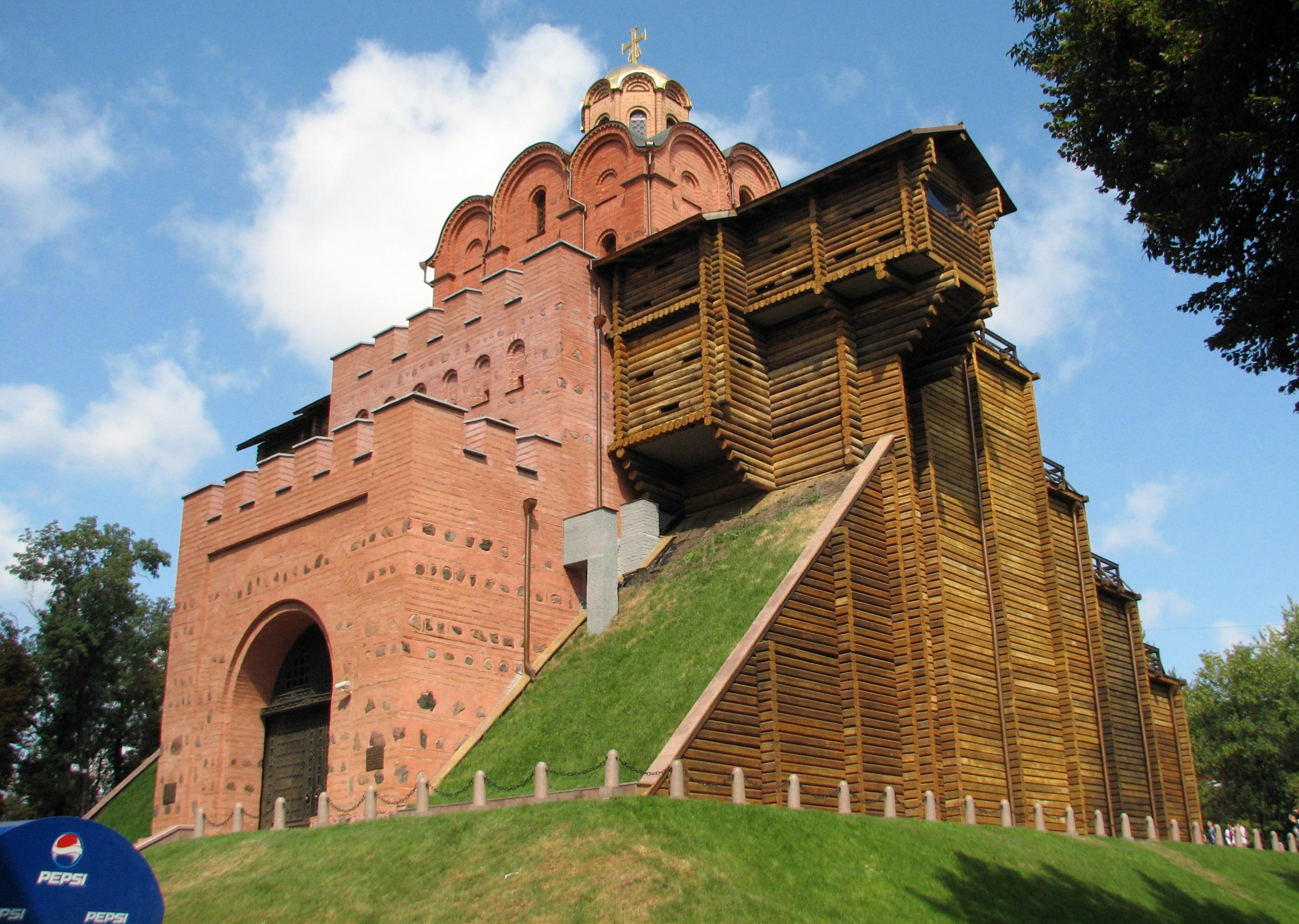
キーウの「黄金の門」

ウクライナの建築の歴史は、東スラブ人のキエフ・ルーシの時代から始まっている。蒙古による侵攻、ハールィチ・ヴォルィーニ大公国、リトアニア大公国の支配を経て、独自の建築様式を発展させていった。
ロシア・ツァーリ国への併合後、ウクライナ地域での建築様式は大きく変わった。東部ではロシア式の建築様式が、西部ではオーストリア＝ハンガリー帝国の影響を強く受けた建築様式がそれぞれ広まった。

## 古代のウクライナ
ウクライナ地域における建築の伝統は、長い歴史的発展の道を経て築き上げられてきた。ウクライナ地域で最も古い石積み建築のモニュメントは黒海沿岸に多く見つかっており、紀元前8世紀から7世紀ごろにギリシア文明が植民地としていたことを示唆している。

## 中世ルーシ（988年-1230年）

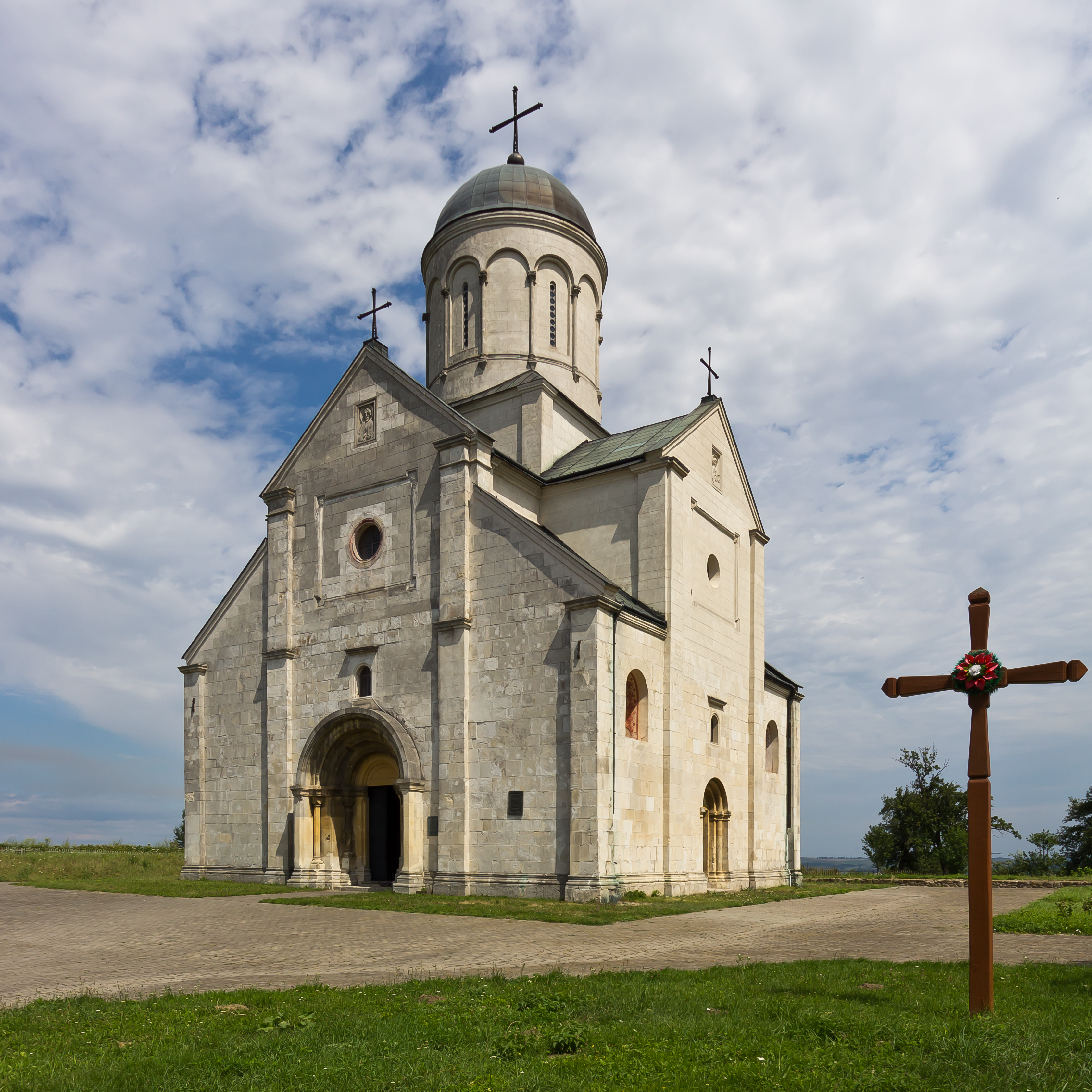
1194年に建てられたシェフチェンコヴェの聖パンテレオン教会

中世の国家であるキエフ・ルーシは、現代のロシア、ウクライナ、ベラルーシなどの国々の文化の根源となる存在であり、建築もその一つであった。
当初は、要塞、宮殿、教会など、すべての建物が木造であった。建物の主な構造は、丸太を水平に敷き詰め上部に寄棟を設けたログハウスであり、この方式は長い間変わらずに用いられ続けた。現在でもチェルニーヒウなどの地域では、住居として使われている。
988年にこの地域でキリスト教が広まった後、壮大な教会の建築が盛んに行われた。これらの教会は東スラブ地域における記念碑的建築の先駆けとなった。ビザンチン建築の影響を強く受けたキエフ・ルーシの建築は急速に広まった。初期の東方正教会の教会は主に木造で、主要な大聖堂には小さなドームが複数あることが多かった。
このような形式の教会のいくつかは今日まで生き残っているが、多くは16世紀から18世紀にかけて、ウクライナ・バロック様式で外部的に再建されたものである。例としては、ヴォロディミル大王の命によって建てられた什一聖堂（988年ごろに築かれた最古の建築）、聖ソフィア大聖堂（1017年が基礎が築かれた）、ベレストーヴの救世主教会（1113年から1125年にかけて建てられた）、聖キリル修道院（12世紀ごろ建築）などがある。これらは今もウクライナで見ることができる。
19世紀後半から20世紀にかけてもいくつかの建物が再建されている。例としては、1160年に建てられ、1896年から1900年にかけて再建されたヴォロディームィルの聖母被昇天大聖堂、1201年に建てられ、1940年代後半に再建されたチェルニーヒウのピアトニツカ教会、1037年に建てられ、1982年に再建されたキエフの黄金門などがある。

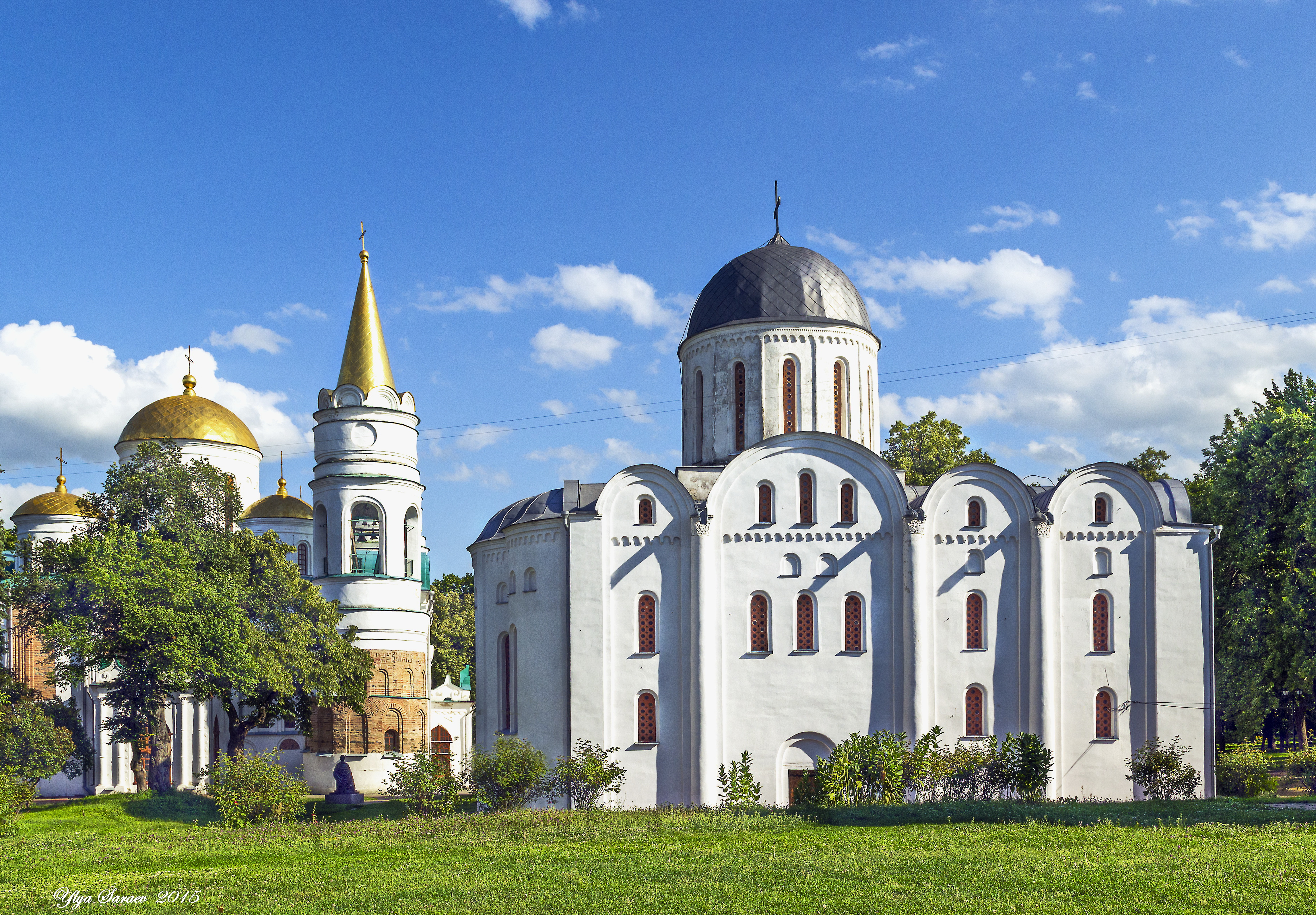
1030年に建てられた救世主の変容の大聖堂（左）と1123年に建てられたボルィスとグリーヴの大聖堂（右）（チェルニーヒウ）

## コサック時代

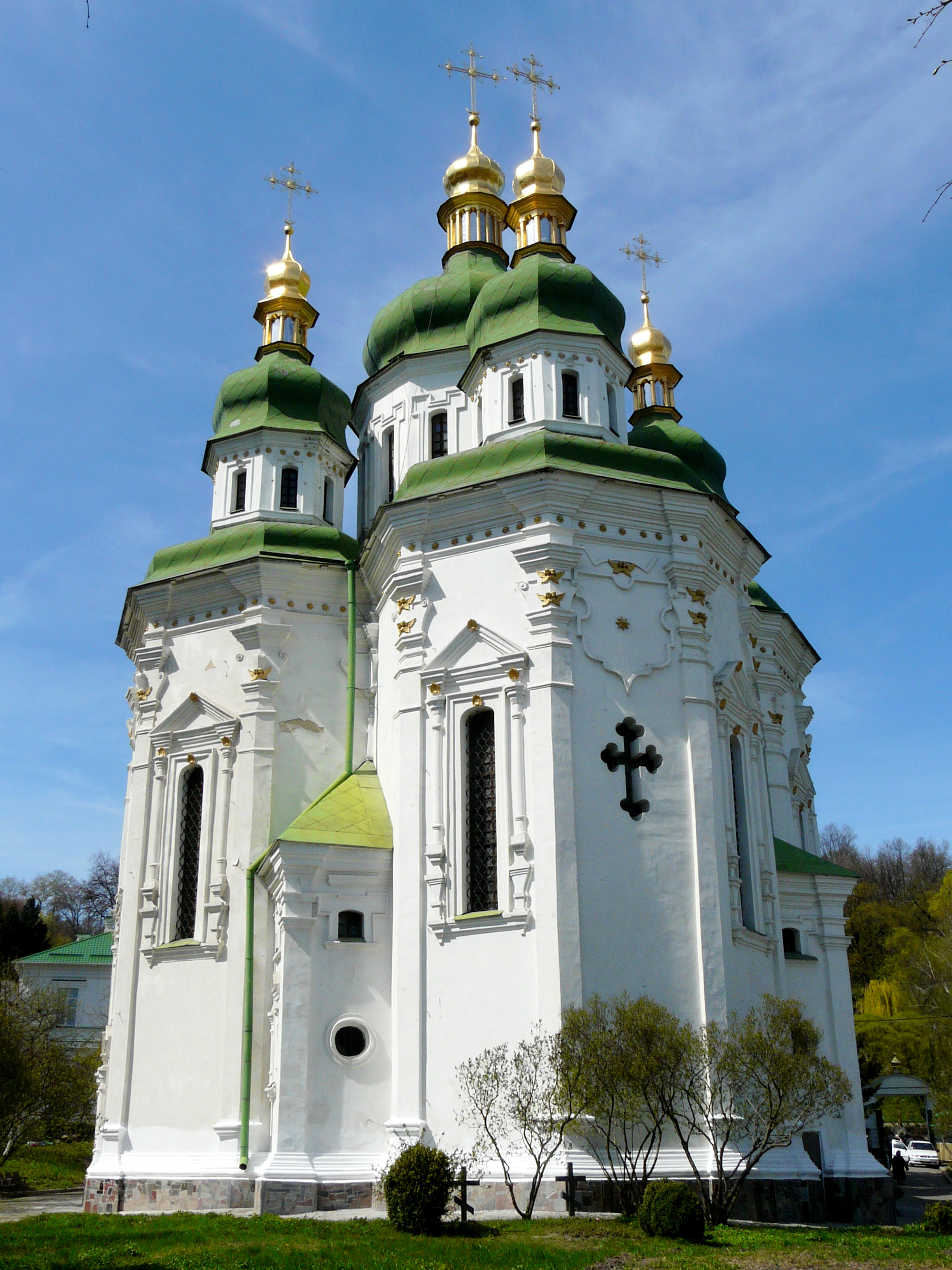
1696年にキエフに建てられたヴィードゥビチ修道院の聖ゲオルギウス大聖堂

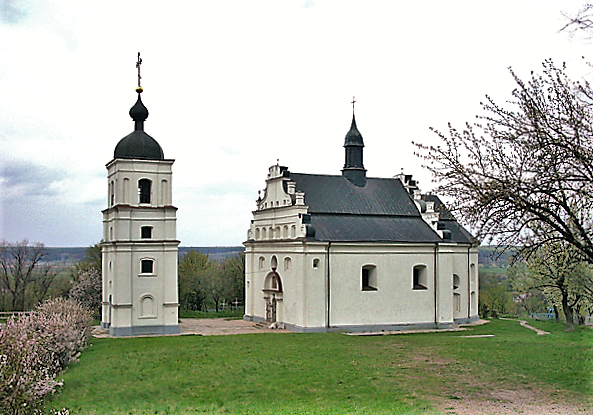
ウクライナのヘトマンのボフダン・フメリニツキーの生誕地であるスボティフの教会

### 初期のウクライナ・バロック
ウクライナ・バロックは17世紀から18世紀のヘーチマン朝時代に誕生した。ヘーチマンであるイヴァン・マゼーパにちなみ、「マゼーパ様式」とも呼ばれる。コサック貴族の象徴といえるウクライナ・バロック様式は、西ヨーロッパのバロック様式とは異なり、構成主義的でより穏健な装飾と単純な形であった。
この時代に、中世ルーシ時代に建てられた教会の多くが再設計、改築、拡張され、ドームの追加や精巧な装飾が施された。
例としては、キエフのペチェールシク大修道院、ヴィードゥビチ修道院、生神女就寝ポチャイフ大修道院などがある。
この100年間で、約600の木造教会、約50の石造教会が建てられた。

### クリミア・タタール時代
クリミアやヘルソン地域がクリミア・ハン国に支配されていた時代、イスラーム建築が多数建てられた。ペルシャ、トルコ、イタリアの建築家が共同で設計したバフチサライ宮殿はもっとも有名である。

### 後期のウクライナ・バロック
18世紀には、ウクライナの建築家フリホロヴィチ・バルスキーの影響でウクライナ・バロックに大きな変化がもたらされた。至るところに漆喰を塗るこの様式は、ウクライナ・バロック時代のトリとなった。聖ソフィア大聖堂の再建やルノーの家は代表例である。

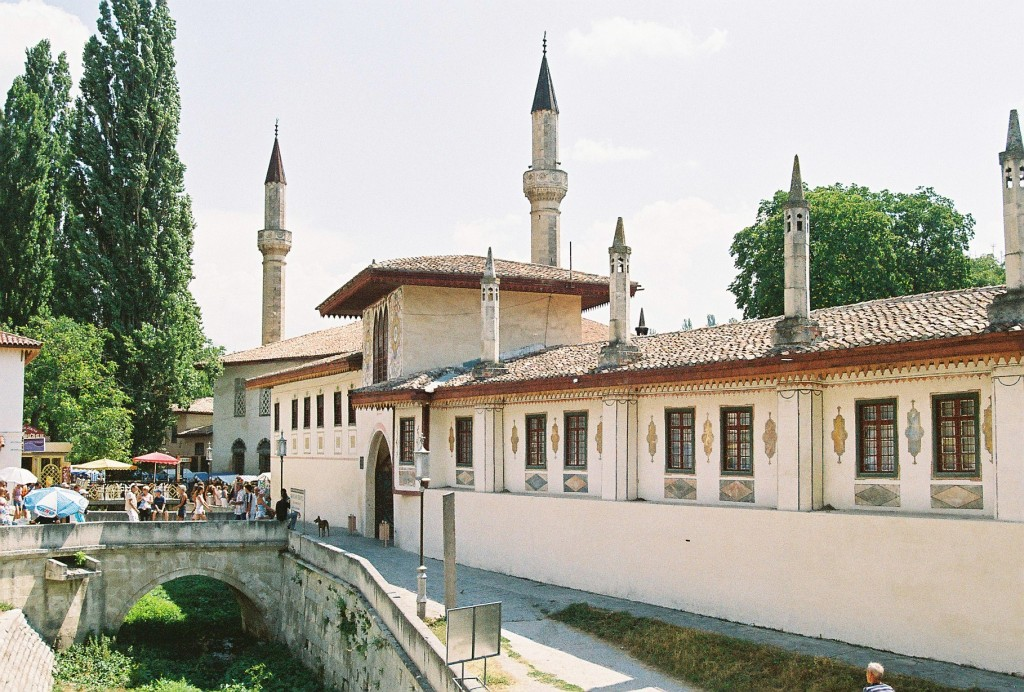
バフチサライ宮殿

## 帝政時代

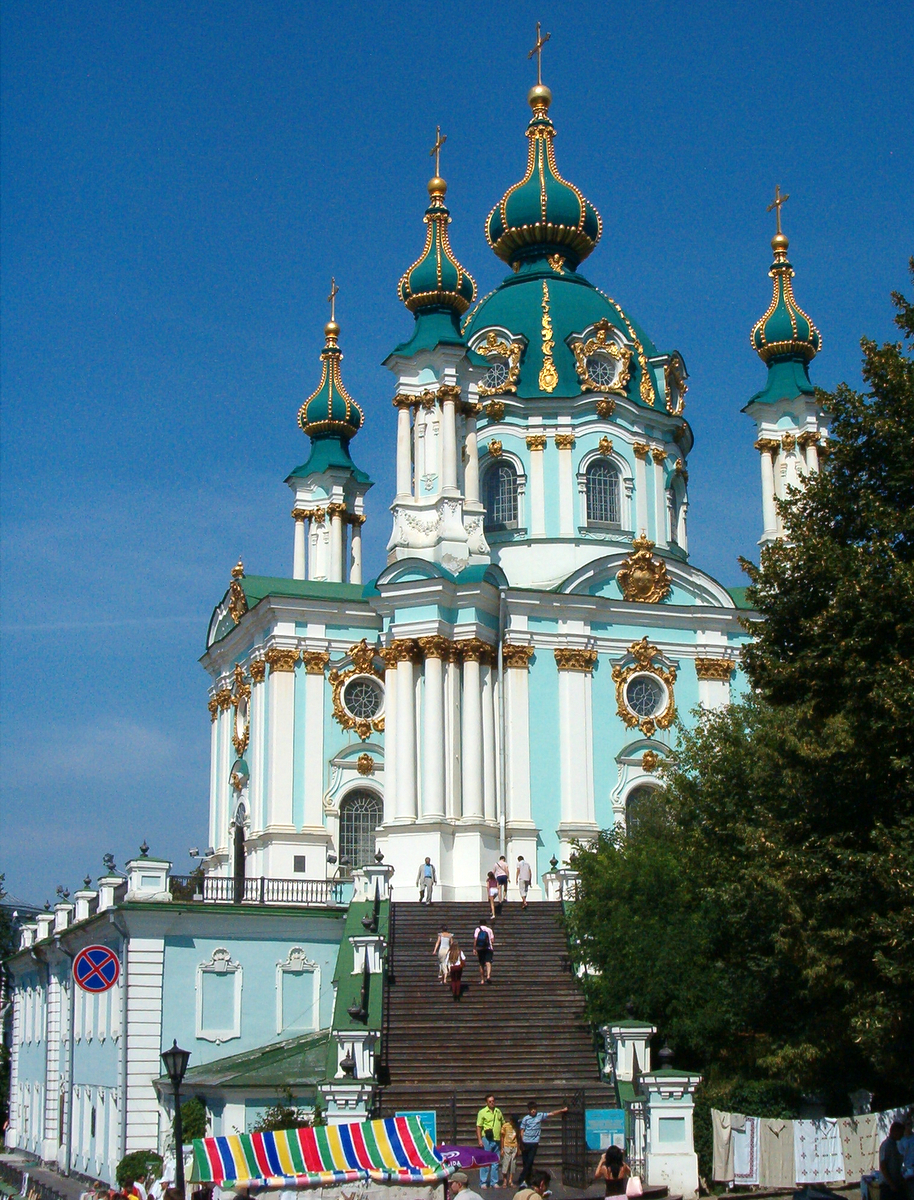
聖アンドリーイ教会

### ロシア帝国
ウクライナ東部から中央部がロシア帝国に編入されると、ロシアの建築家がウクライナでの建築の機会を得て、ロシア式の建築が広まった。また、西ヨーロッパのバロック様式も広まり始め、キエフ山の山頂に建てられた聖アンドリーイ教会や、ロシア皇帝エリザヴェータの夏の離宮として建てられたマリインスキー宮殿は、バルトロメオ・ラストレッリによって建築されたものである。
ウクライナ最後のヘーチマンであるキリル・ラズモフスキーの統治下のフルヒウ、バトゥーリン、コゼレツなどの多くの町では、小ロシアの建築家であるアンドレイ・クヴァソフによって建築されたものが数多く存在した。
オスマン帝国とその傀儡国であるクリミア・ハン国との戦争に勝利したロシア帝国は、ウクライナ南部とクリミア半島を獲得し、同地をノヴォロシアとして併合した。ムィコラーイウ、オデッサ、ヘルソン、セヴァストーポリなどの新たな都市が建設され、新古典主義の目新しい建築が多く存在した。例としては、カチャニフカ宮殿、ムィコラーイウ天文台、ノヴォロド・シヴェルスキーの変容修道院、サムチキー邸などがある。

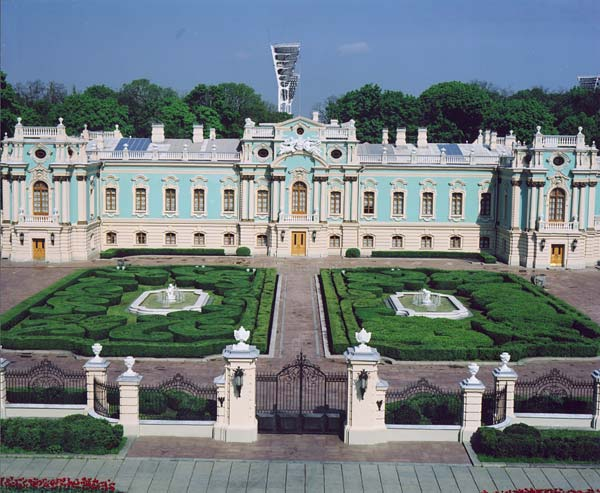
マリア宮殿

### オーストリア＝ハンガリー帝国

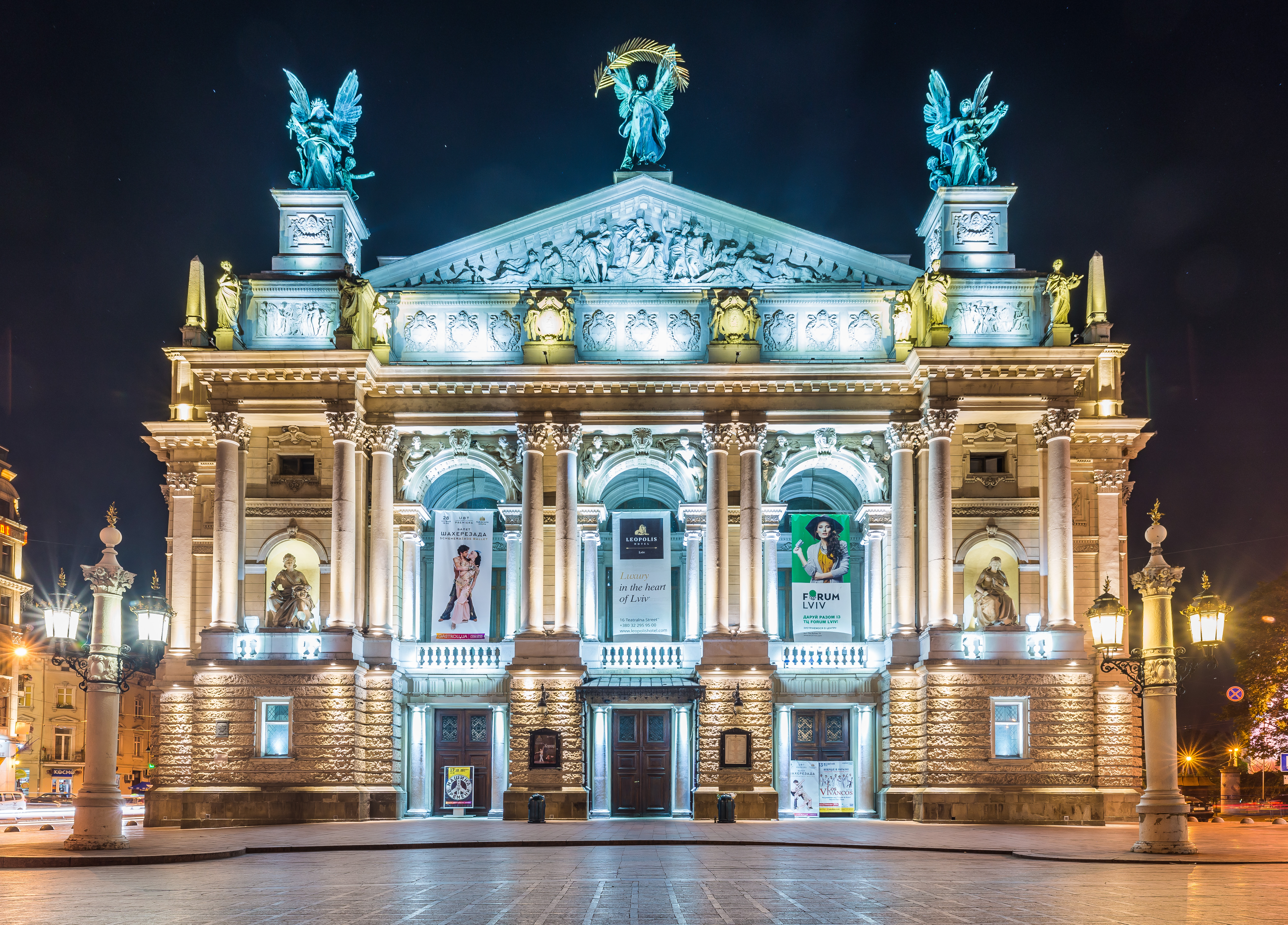
リヴィウ・オペラ・バレエ劇場

オーストリア＝ハンガリー帝国の領土だったウクライナ西部では、ロマネスク様式がゴシック様式が広まり、リヴィウ・オペラ・バレエ劇場などの華美な建築や、リヴィウ要塞などの軍事的建造物が建てられた。

## ヴァナキュラー建築
ヴァナキュラー建築は「民俗」「共通」「伝統的」などという意味にもなり、建築家が作るようなものではなく、地元の伝統に基づく建築様式である。ウクライナのさまざまな地域には、独特な様式の土着建築がそれぞれ数多く存在した。たとえば、カルパティア山脈とその周辺の丘陵地帯では、木材と粘土などの資材を主に使用した伝統的な建築が行われていた。

首都キーウには、ウクライナ建築民俗博物館という野外博物館が存在する。1969年にウクライナSSR政府の決定で設立されたこの野外博物館には、13のテーマミュージアム、122の国立建築物、30,000点以上の歴史的文化財が存在する。133 haの広大な敷地の中で木造住居から公共建造物、風車や教会など、数多くの実物の建築を見ることができる。他にも、ペレヤスラウの「ドニエプル川中流域の民俗建築と生活博物館」やリヴィウの「シェフチェンキフスキー・ハイ」など、同国内には数多くの建築物博物館が存在している。
- タラスの丘にある小屋
- フツル族の家
- 風車
- チェルカースィ州のウマン・ライオンにある金曜教会
- ボロキチェの聖ニコラス教会
- ぺレヤスラウの装飾美術・応用美術博物館
- 丸太小屋
- 11世紀の家

### 西ウクライナの木造教会

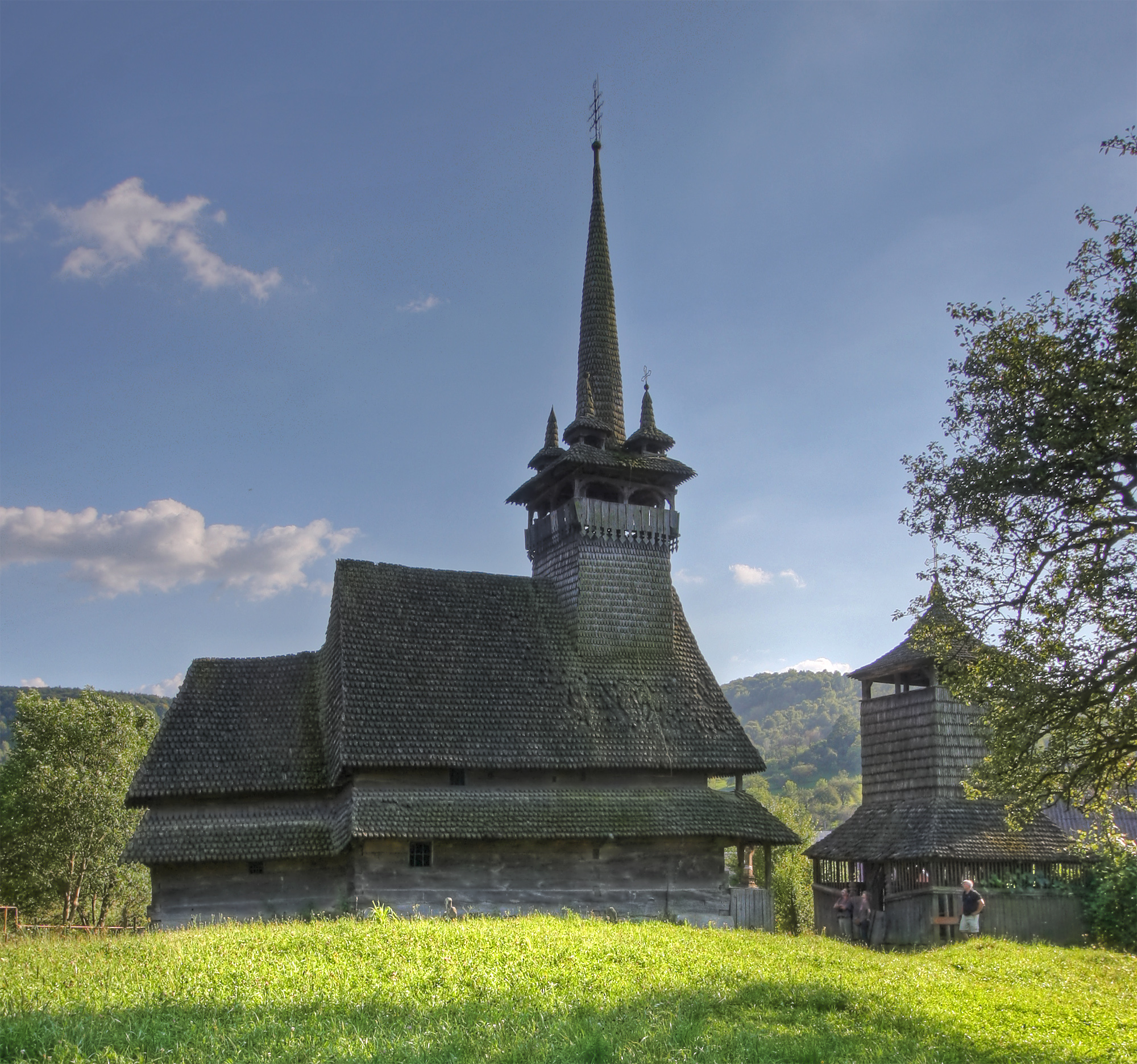
ザカルパッチャ州の聖パラスケヴァ教会
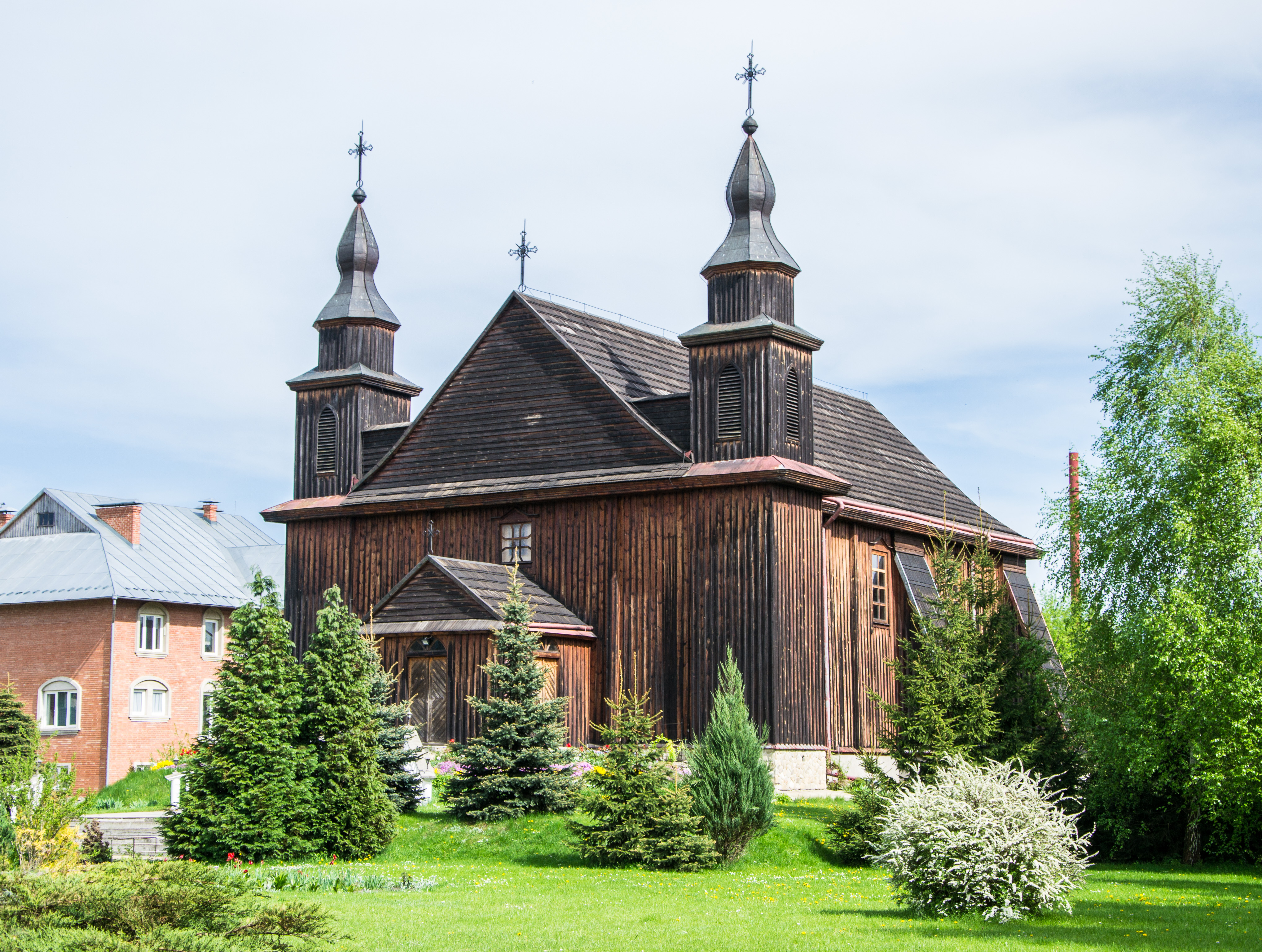
コベルの聖アンナ教会
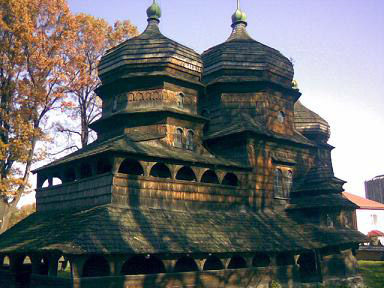
ドロホビッチの聖ジョージ教会
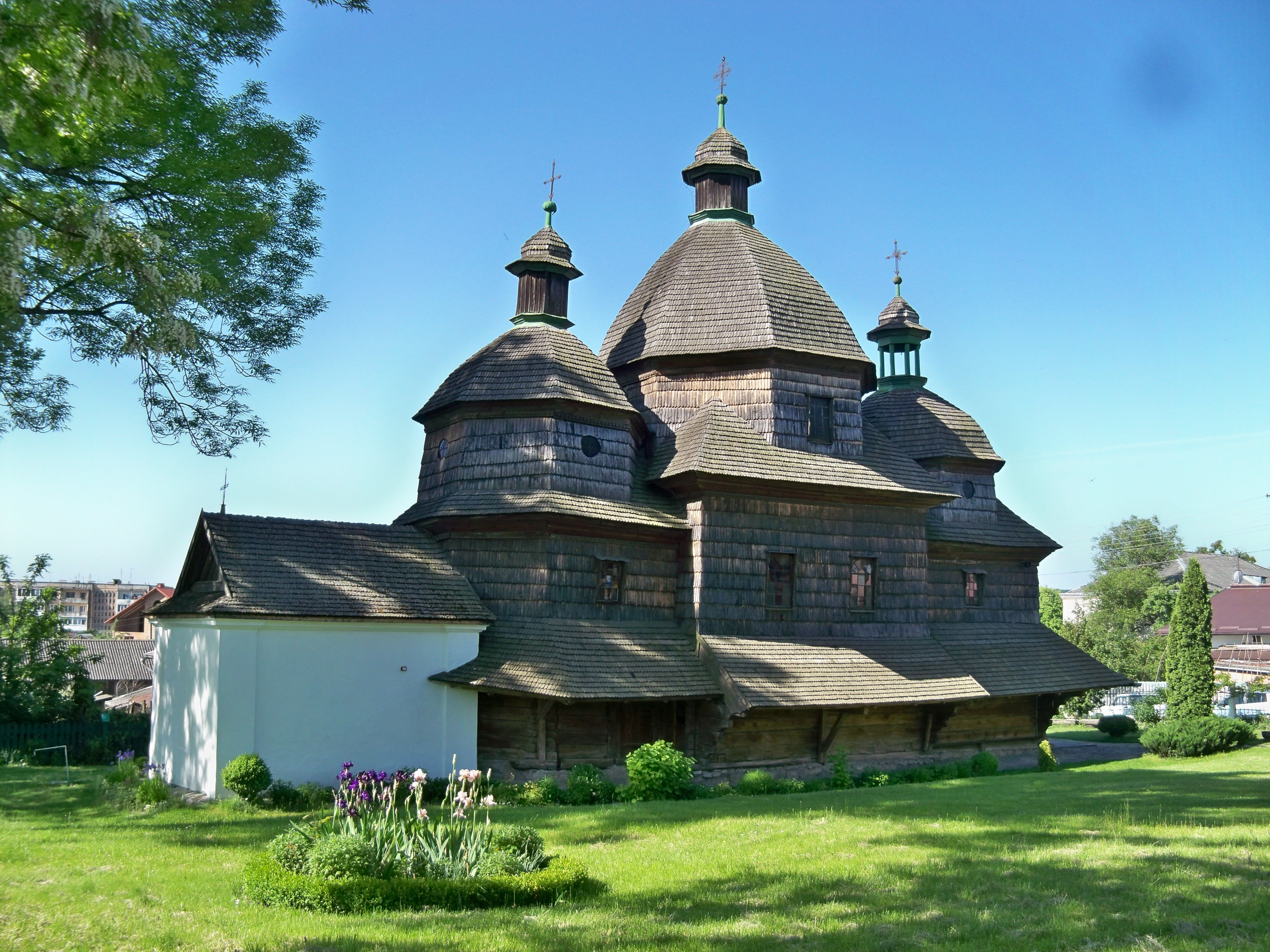
ゾフクヴァの聖三位一体教会

## 19世紀後半から20世紀初頭

### 中央・南部ウクライナ
- ギンズブルグハウス
- キエフのチマイラの家（怪物屋敷）
- 聖ヴォロディームィル大聖堂
- ウクライナ国立歌劇場
- ポルタヴァ地域博物館
- オデッサ歴史地区 - ユネスコ世界遺産

### 西ウクライナ
- リヴィウ歴史地区 - ユネスコ世界遺産
- チェルニウツィー大学 - ユネスコ世界遺産
- リヴィウ鉄道駅

- ブコヴィナ・ダルマチア府主教の邸宅
- マサンドラ宮殿
- 聖ヴォロディームィル大聖堂
- オデッサ・オペラ・バレエ劇場
- 聖オルハ・エリザベス教会
- 怪物屋敷
- ウクライナ国立銀行
- ポルタヴァ地域博物館

## ソヴィエト連邦
十月社会主義大革命とロシア内戦の後、ウクライナの領土の大部分がウクライナ・ソヴィエト社会主義共和国に編入された。ウクライナ人は史上初めて国家として認められるようになり、ウクライナ独自の建築様式が発展するよう大きな努力が払われた。

### 首都:ハリコフ（1917年-1934年）
ソビエト統治の初期には、民族的ウクライナ化政策により、多くのウクライナの建築家がウクライナ独自の文化を発展させるよう、国家的動機を用いることが奨励された。同時に、建築は標準化され、すべての都市は標準型の住居が建設される統合的な開発計画を受け取った。
ウクライナSSRでは、最初の15年間、首都が東部の都市ハリコフにおかれていた。才能ある若き建築家ヴィクトル・トロツェンコは、首都の中心地となるために、大きな近代的な建物が立ち並ぶ大きな中央広場を設計した。こうしてジェルジンスキー広場（現在の自由広場）が誕生し、ソビエト連邦内外で構成主義建築の最も輝かしい例となった。総面積は11.6 haであり、現在世界で3番目に大きい広場である。
最も有名なのはソヴィエト初の超高層ビルであるデルジプロム（1925年-1928年建築）で、ハリコフだけでなく、構成主義全般の象徴となった。建築家セルゲイ・セラフィモフ、S.クラヴェッツ、M.フェルガーによって建てられ、わずか3年でヨーロッパで最も高い建造物となった。ハリコフ工科大学による緻密な設計の甲斐もあり、第二次世界大戦中に行われた建物を爆破する試みはどれも成功せず、今日でもハリコフのシンボルであり続けている。

### 首都: キエフ（1934年-1991年）

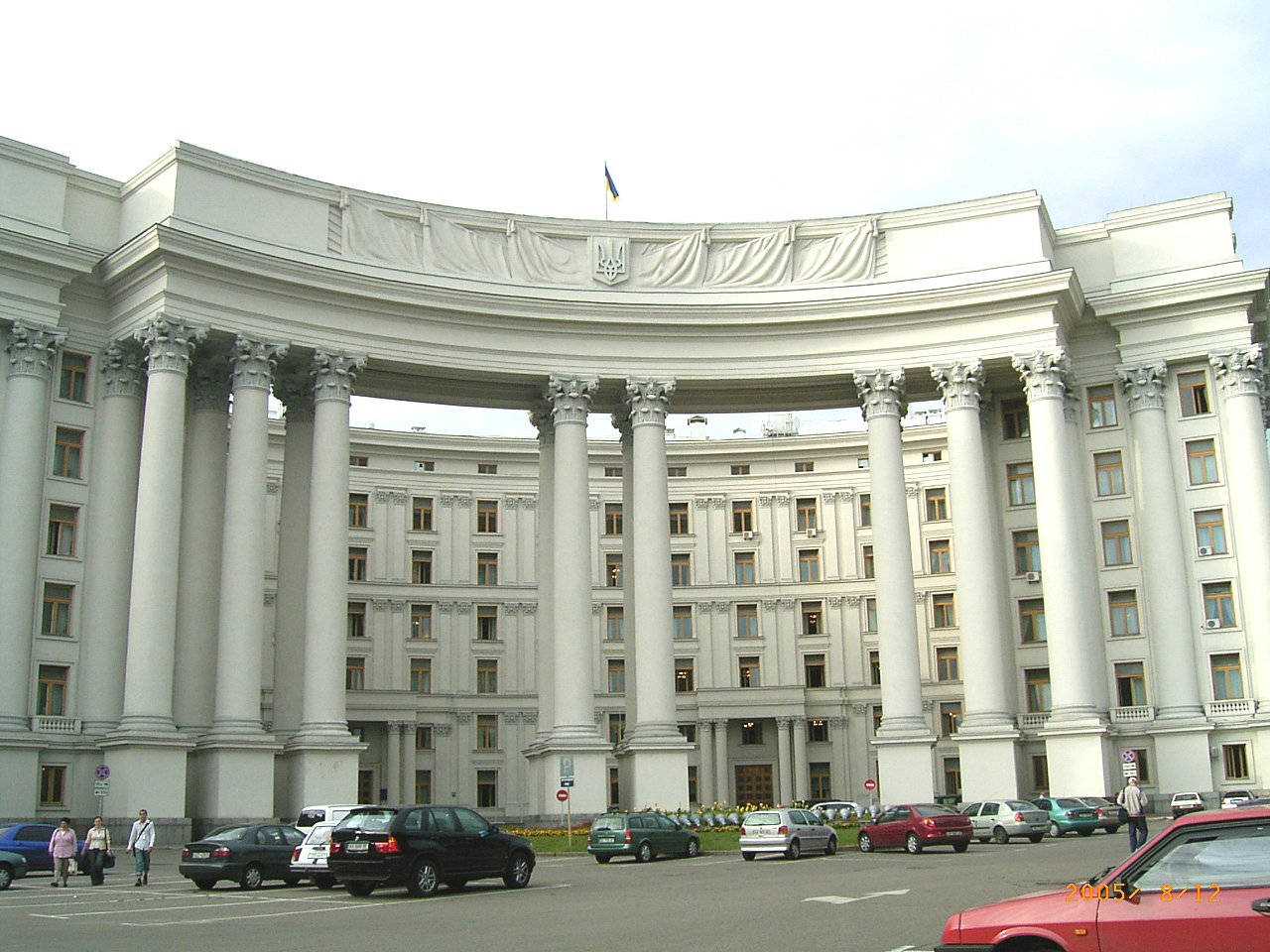
ウクライナ外務省

1934年、ウクライナSSRの首都がキエフに移転した。それまでの数年間、キエフは単なる地域の中心地的存在としてしか見られていなかったたため、ほとんど手がつけられていなかった。遷都とともに都市の全てが変わることになったが、これは大きな代償を払うことを意味した。この時点で、スターリン主義建築の最初の例はすでに示されており、政府の計画でキエフにおける旧市街の完全な置き換えが行われた。聖ミカエルの黄金ドーム修道院が破壊されたことは一つの例である。聖ソフィア大聖堂でさえ破壊される可能性があった。
しかし、第二次世界大戦により、計画された建物のほとんどが現存しない。現存する戦前のキエフの建造物には、ウクライナ共産党中央委員会ビル（現在の外務省ビル）がある。北翼のみが完成し、破壊された修道院の跡地に建設される予定だった閣僚評議会用の対称的な南翼は完成しなかった。もう一つの例は、1936年から1938年にかけて建築家ヴォロディミル・ザボロトニーによって建てられたヴェルホーヴナ・ラーダの建物である。

第二次世界大戦における甚大な破壊を受けて、キエフ中心部の再建のための新しい計画が発表された。これにより、フレシチャーティク通りは、スターリン主義建築の最も優れた例の一つとなった。赤軍がキエフを解放した1944年に最初の計画案競合が始まったとき、合計22の計画が作成されたが、どれも様々な理由により実現せず、最終的に1948年にキエフ計画研究所が最終計画案を策定した。
キエフ中心部復興計画
- 却下された計画1
- 却下された計画2
- 最終的な計画

1955年までに完成した郵便局、市議会、キエフ音楽院、カリーニン広場など、計画が始まった当初は素晴らしい建築物が多く建てられたが、計画は完全には成功しなかった。モスクワの"Сталинские высотки"を模倣して建てられたホテル・ウクライナのような運命をたどる例はほとんどなく、すべての装飾的な特徴が取り除かれ、芸術性のある建物はほぼ存在しなかった。

### ソヴィエト・ウクライナ時代における他の事例
- ハリコフ市街の復興
- キエフへの産業移転
- ザポリージャのドニプロダム、第六集落など

### スターリン時代
- キエフ中心部の再建

### ポストスターリン時代
- アーバンジェネラル計画
- キエフ・スポーツ宮殿、国立芸術宮殿「ウクライナ」、ウクライナの花など

## 現代のウクライナ

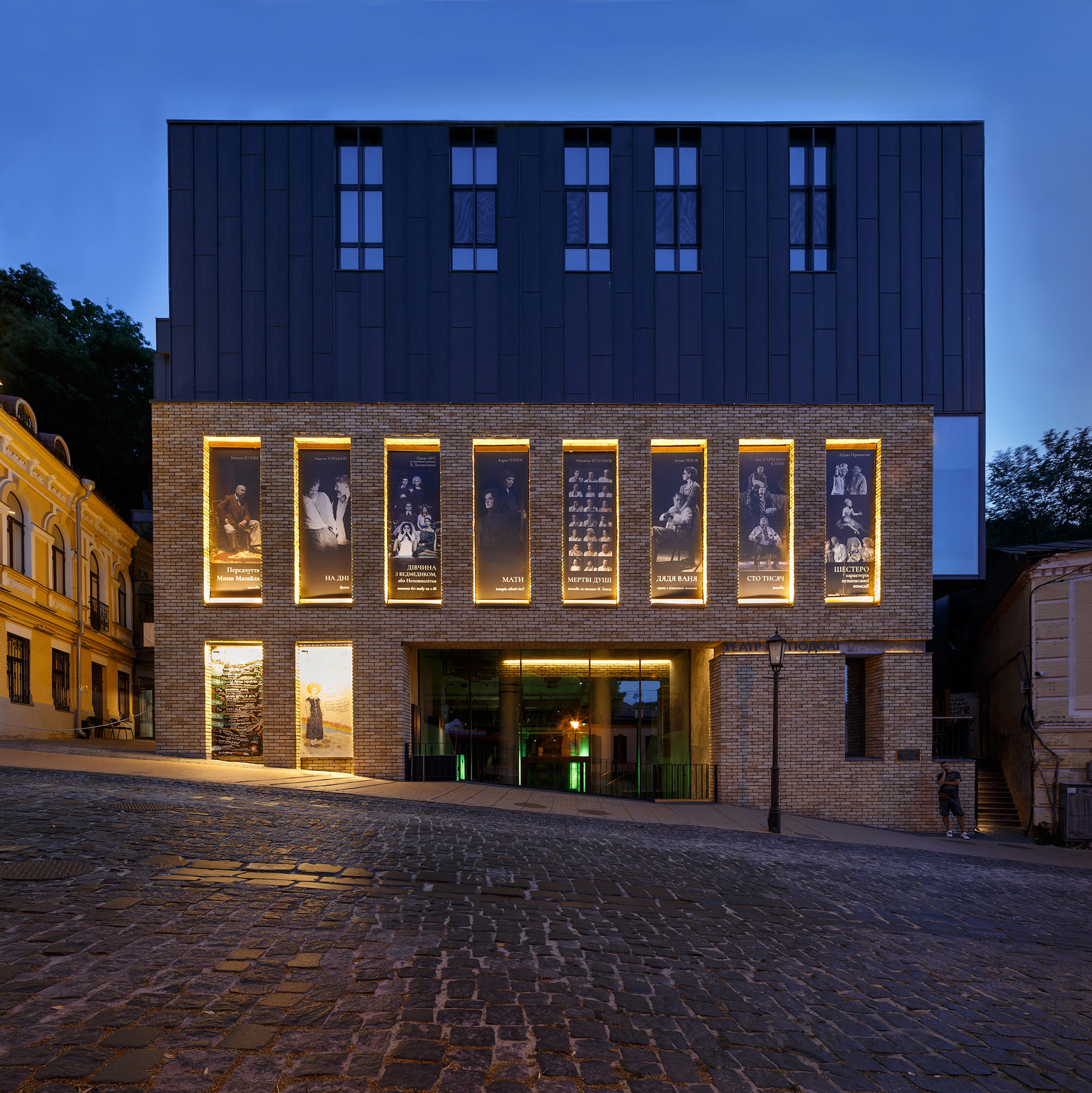
ポジールの劇場

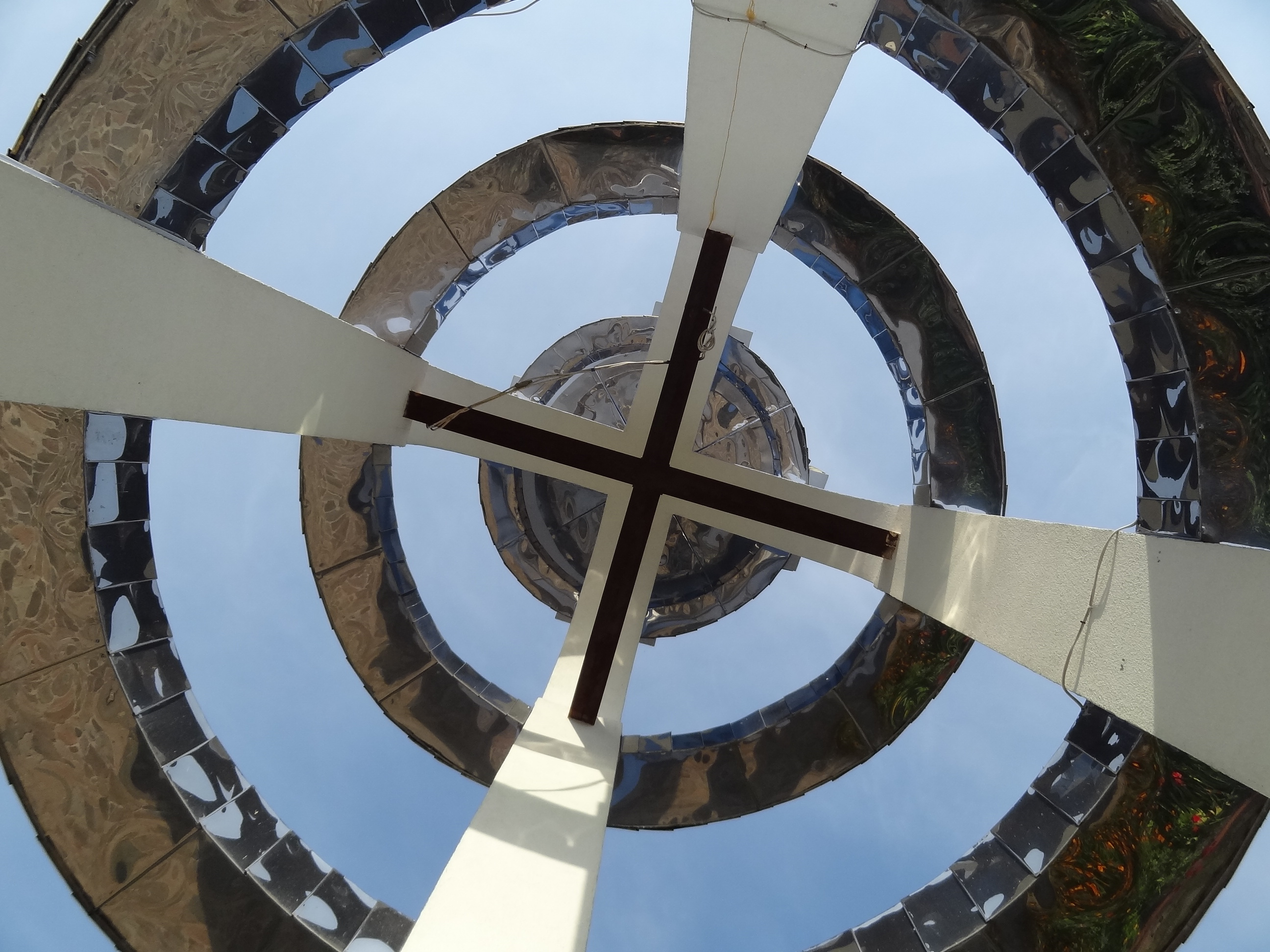
ヴィーンヌィツャの鐘楼

1991年に完全に独立を果たして以降、ウクライナの建築の主流は、ポストモダン建築、ハイテク建築の傾向を強めていった。
2008年の世界金融危機以前までは、ポストモダン建築の一種である「カプロム」様式が流行した。古典建築、モダニズム建築、現代建築の要素を折衷的に組み合わせて成り立ったこの様式は、当時"Кіч"(キッチュ)と称され否定的に捉えられた。

当時の建築の主な例として、2001年にモスクワのマネージュ広場を模して作られた、キエフ中心部の「独立広場」がある。再建に合わせ、地下にはショッピングモールが備えられ、独立記念塔を含む多くのモニュメントが建てられた。

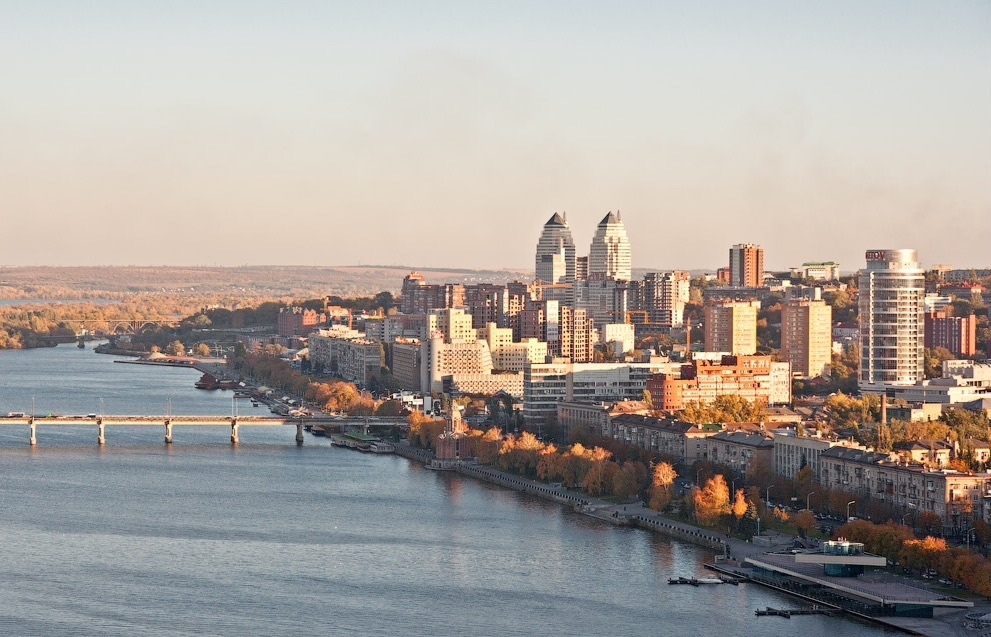
ドニプロの住宅

## 主要な事例

### メトロ
ソヴィエト政権時代、地下鉄駅は様々な建築の中でも特に鮮やかなデザインで設計された建築の一つであった。ウクライナの建築家によって建設された最初の駅は、ウクライナ国内にあったものではなかったが、モスクワメトロの「キエフスカヤ」と呼ばれる駅で、ウクライナ方面へと向かう長距離列車の乗換駅の真下に位置した。
1949年には、1960年に開通することになるキエフ地下鉄の第一段目の建設が始まった。すべての駅がモスクワメトロのキエフスカヤのときのように鮮やかに設計された駅であり、1960年代後半に設計された経済的効率性重視の時代の駅とよく対比されることになる。
1967年には、1975年開通のハリコフメトロの建設が始まり、クリヴォイ・ログの半地下鉄、ドニプロの地下鉄と建築が続いた。

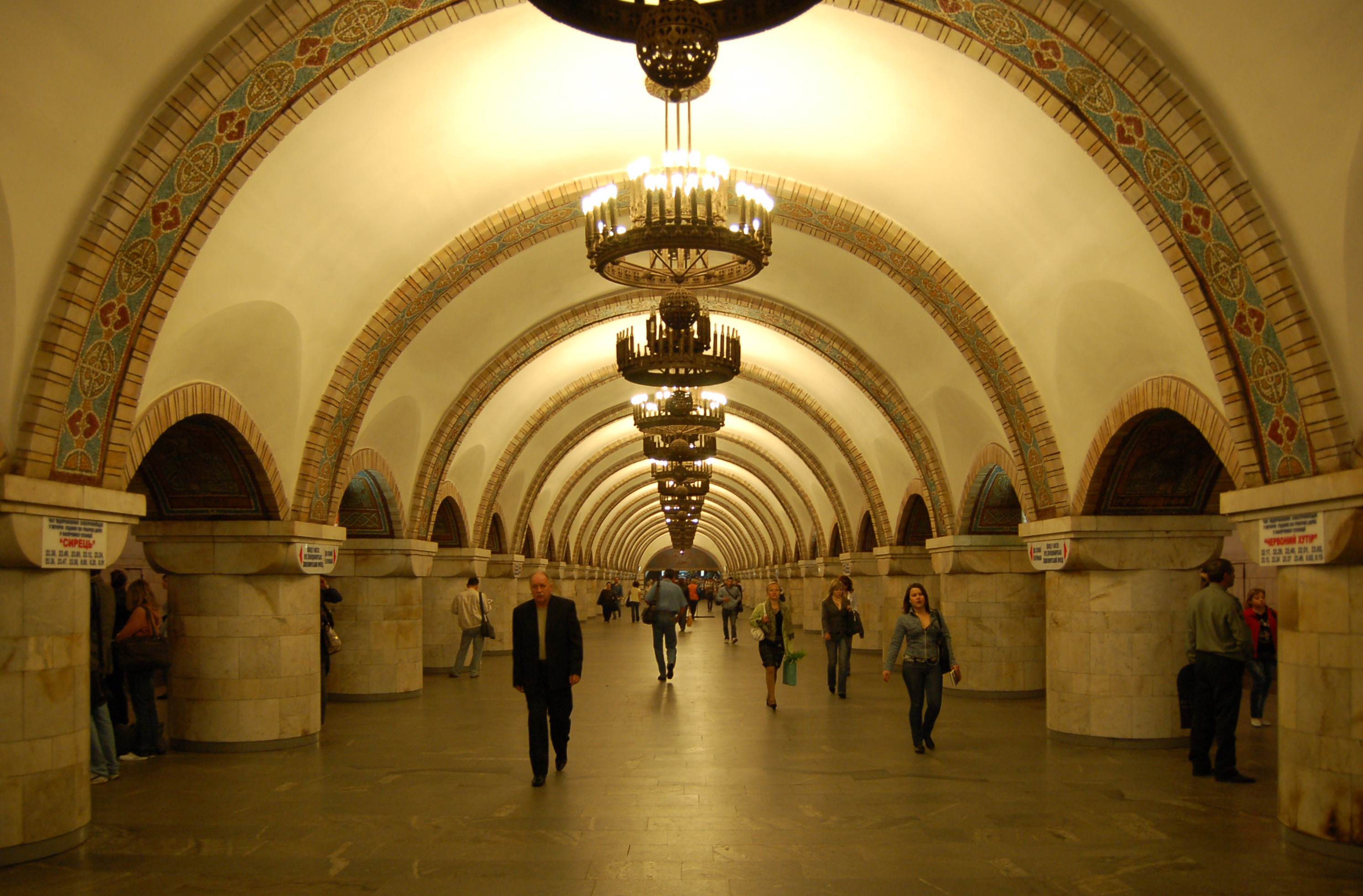
ゾロティ・ヴォロタ駅（キーウ地下鉄）

## ウクライナの七名所
2007年8月24日、ウクライナの七不思議が発表された。このプロジェクトの発起人は、最高評議会の人民代表であるミコラ・トメンコであった。このプロジェクトの主目標は、マスメディアと国民の注目を歴史的・文化的なモニュメントにあてることであった。
キエフのペチェールシク大修道院やソフィイフスキー国立樹木公園などがインターネット投票および選考委員会の投票で選出され、その後も自然や城といった分野に分けて何度か投票が行われた。

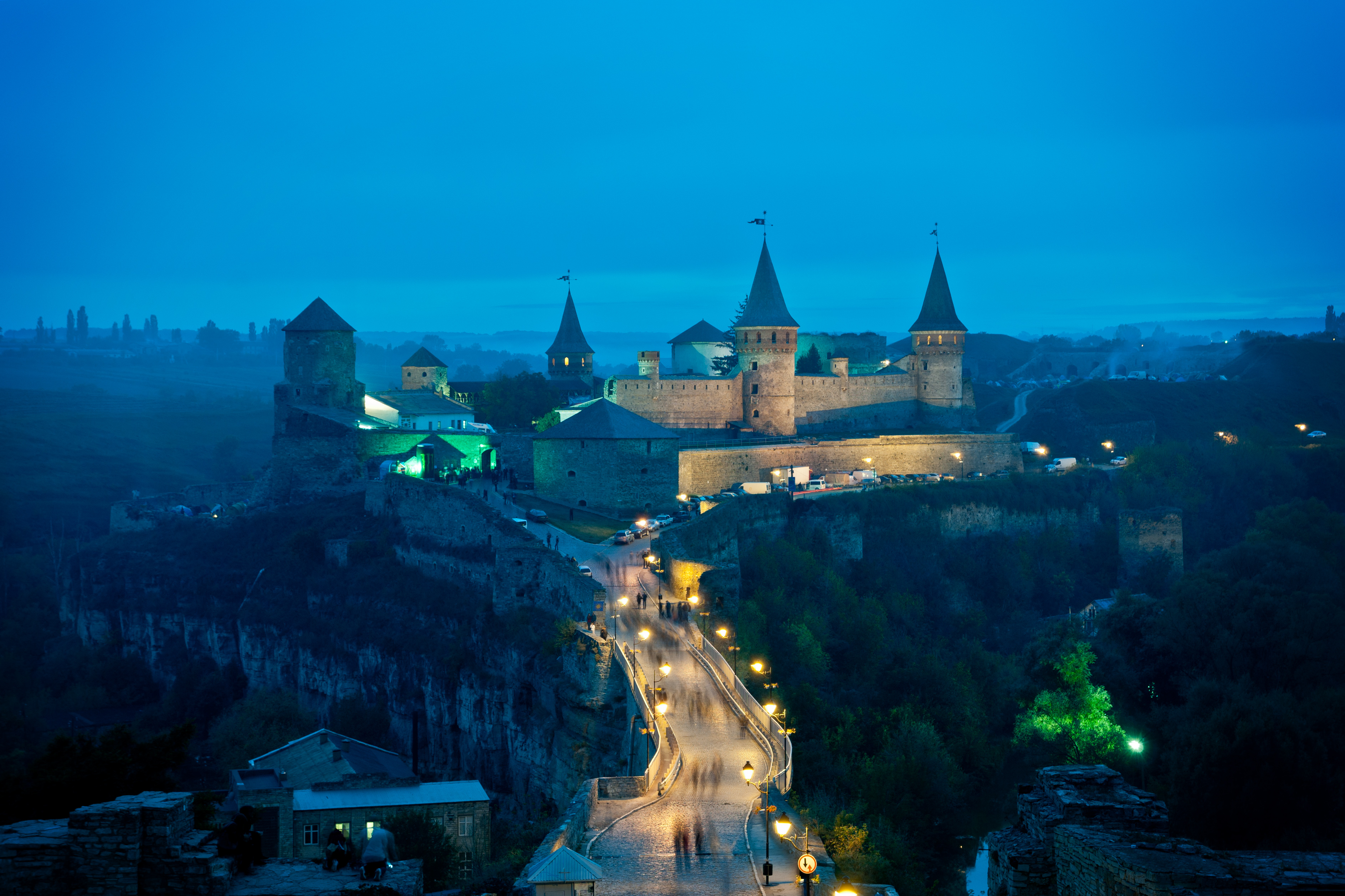
カミャネツ＝ポディリシキー要塞